# Dresdner Sprengschule

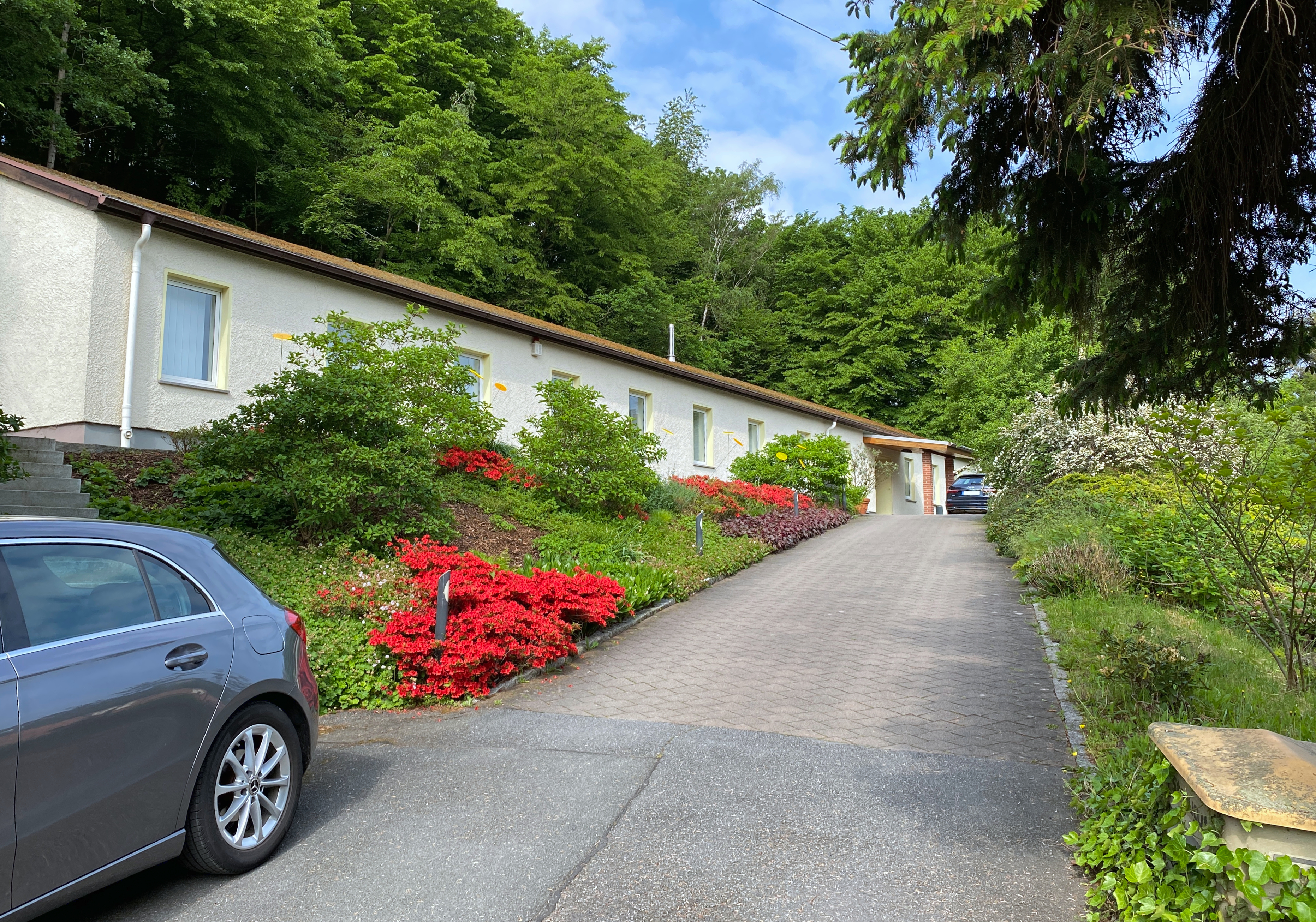
Zufahrt zum Gebäude der Sprengschule

Die Dresdner Sprengschule GmbH ist eine Bildungseinrichtung für die Bereiche Sprengtechnik, Pyrotechnik, Kampfmittelbeseitigung, Transport gefährlicher Güter, Umgang mit Gefahrenstoffen, Bautechnik und Ansprechpartner für Behörden und Institutionen im In- und Ausland.

## Beginn der sprengtechnischen Ausbildung

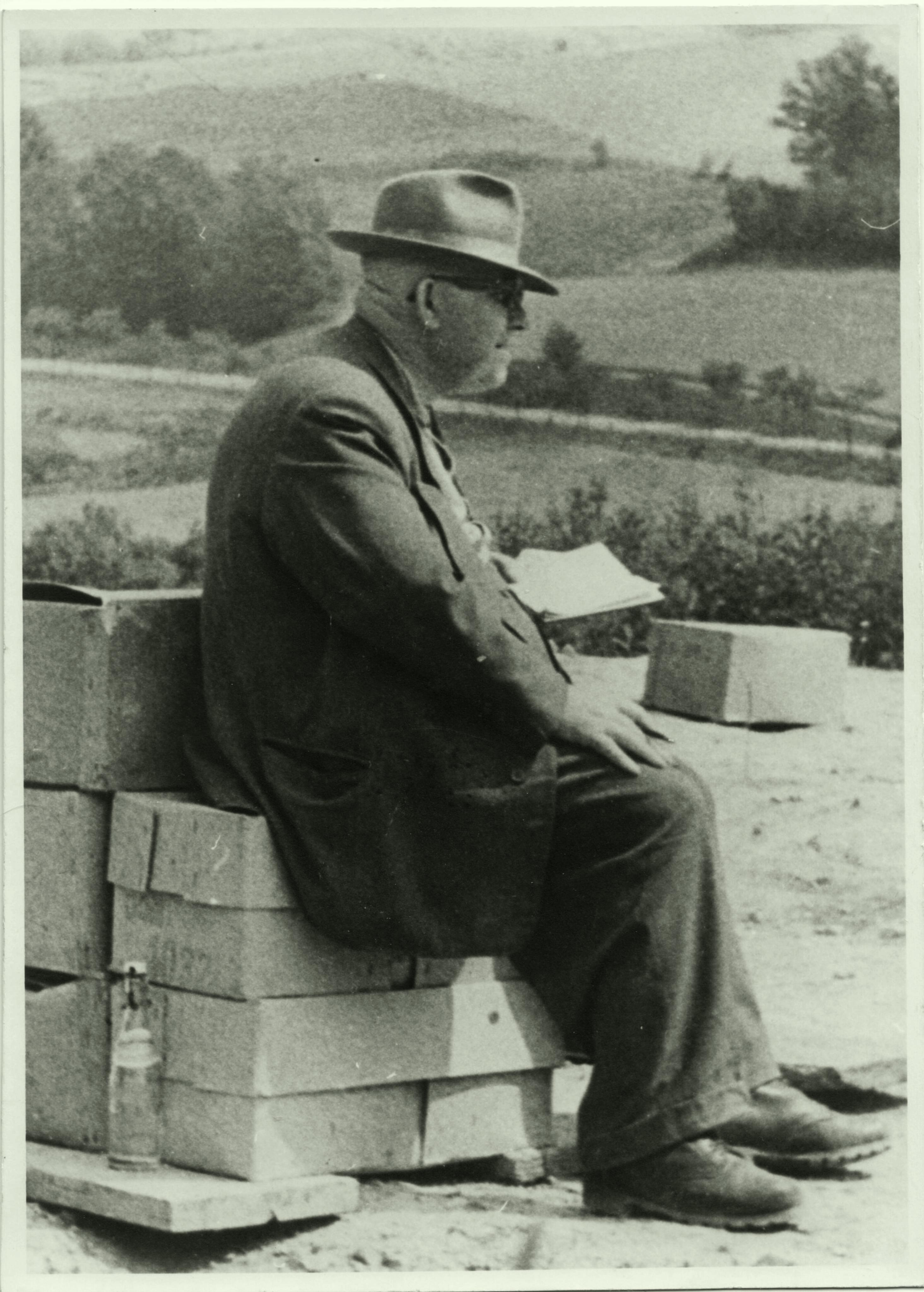
Sprengingenieur Friedrich Weichelt

Im Jahr 1946 wurde die sprengtechnische Ausbildung in Halle bis 1948 wieder aufgenommen. Im Rahmen des Forschungsinstitutes für Steine und Erden der Geologischen Landesanstalt fanden die ersten sprengtechnischen Kurse unter Leitung des Sprengingenieures Friedrich Weichelt statt. Mit Beginn der Ausbildung wurde zwischen Sprengarbeiten über Tage und unter Tage differenziert. Anfang der fünfziger Jahre setzte er seine Lehrtätigkeit in Dresden bis zu seinem Tod im Jahr 1961 fort. Im Jahr 1949 erschien sein Fachbuch Handbuch der gewerblichen Sprengtechnik für Sprengmeister, Techniker und Ingenieure in der Industrie der Steine und Erden, im Baugewerbe und Brunnenbau, in der Forst- und Landwirtschaft, das noch heute eine der Grundlagen der Sprengausbildung darstellt. Die sprengtechnischen Grundlehrgänge umfassten die Abbruchsprengungen mit dem Schwerpunkt Ruinenbeseitigung und Enttrümmerung:
- Mauerwerkssprengungen,
- Betonsprengungen,
- Stahlsprengungen,
- Holzsprengungen,
- Erdsprengungen.

Die Prüfung und die Ausstellung der Befähigungsnachweise erfolgten nach Abnahme durch sachverständige Arbeitsinspektoren der Arbeitsämter.

## Gründung der Sprengschule
Im Jahr 1961 übernahm Werner Hartmann unter der Trägerschaft des VEB Montagebau Berlin die sprengtechnische Ausbildung in Dresden. Damit wurde der Grundstein für die Sprengschule Dresden gelegt. Am 16. Oktober 1961 erfolgte der Umzug der Sprengtechnischen Betriebsschule in eine Kellerwohnung in der Bayreuther Straße 21. Im Jahr 1963 wurden die Grundlehrgänge auf die neuen wirtschaftlichen Belange ausgerichtet. So fand zum Beispiel der erste Sonderlehrgang für Großbohrlochsprengungen statt. Auch eine grundsätzliche Erweiterung durch die Einstellung von weiteren Fachdozenten erhöhte die Ausbildungs- und Lehrqualität der Einrichtung. Die Lehrgangsdauer betrug acht Wochen, einschließlich der Prüfung zum Sprengberechtigten oder Sprengmeister.

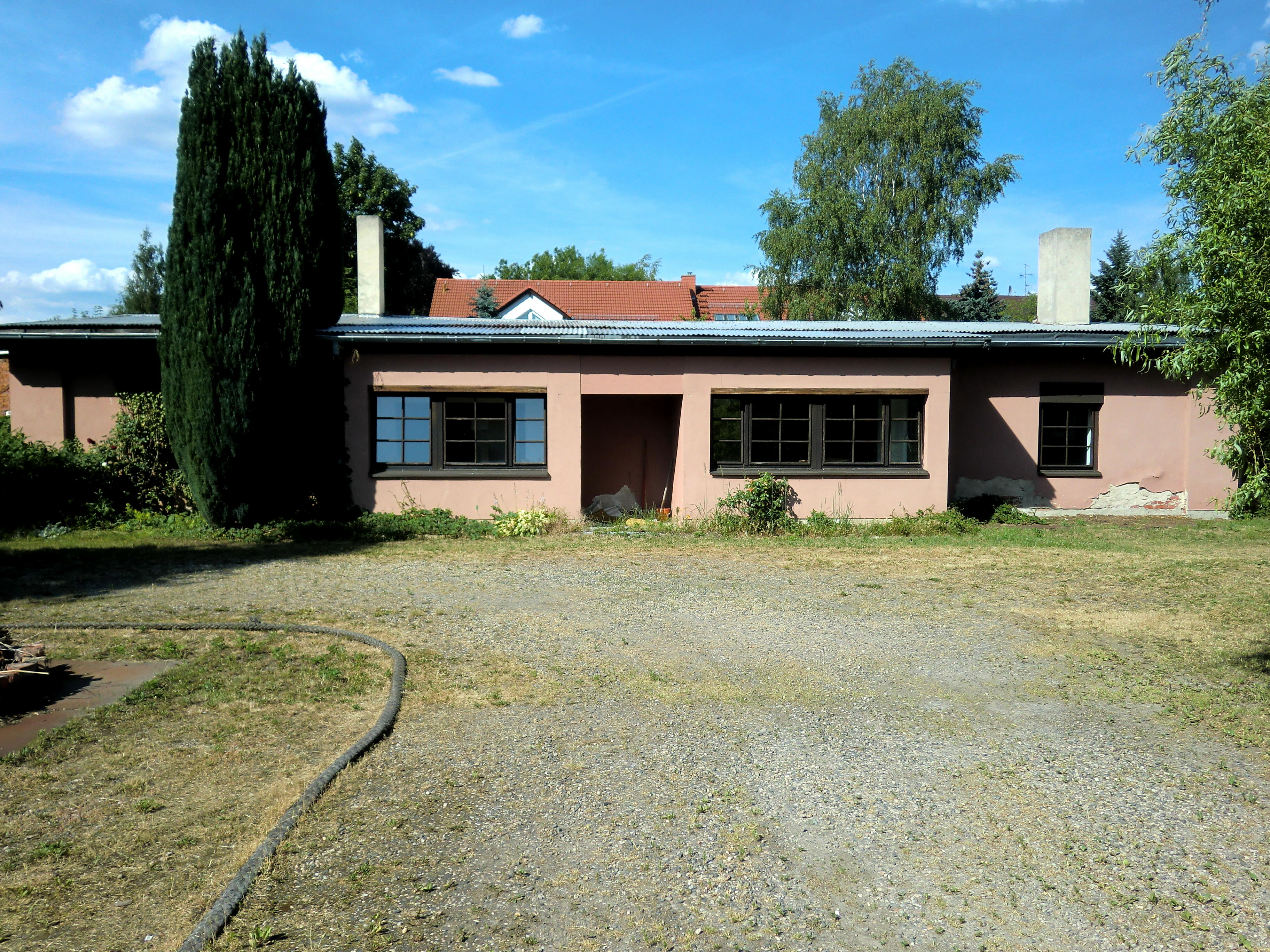
Sprengschulstätte 1965, Zustand 2014

Im Jahr 1965 wurde die Ausbildungsstätte Sprengtechnik Dresden in die Würzburger Straße 41 in eine Holzbaracke im Hinterhof verlegt. Gleichzeitig übernahm Rudolf Sachse als verantwortlicher Leiter die weitere Entwicklung und Leitung der Lehreinrichtung unter der Trägerschaft des VEB Spezialkombinates Verkehrsbau Magdeburg, Betriebsteil Bohr- und Sprengtechnik Berlin; ab dem Jahr 1968 VEB Autobahnbaukombinat.
In dieser Zeit erfolgte eine weitere Spezialisierung der Ausbildungsstätte mit Erweiterungen der Sprengausbildung mit Speziallehrgängen für:
- Warmsprengungen,
- Umformsprengungen,
- Erkundungssprengungen,
- Stahlsprengungen,
- Stahlbetonsprengungen,

einschließlich der gesetzlich notwendigen Wiederholungslehrgänge als eine Auflage der Ersten Anordnung zum Sprengmittelgesetzes der DDR. Darüber hinaus wurde das Ausbildungsangebot auf den Bereich Pyrotechnik erweitert.

## Entwicklung ab 1968
Im Jahr 1968 übernahm Wilfried Reithe als neuer verantwortlicher Leiter die Ausbildungsstätte Sprengtechnik Dresden. Das Arbeitsprogramm wurde um folgende Ausbildungsangebote erweitert:
- Maschinentechnik,
- Bohrgeräteführer und
- Spezialbaumaschinisten.

Auf Grund steigender Nachfrage entstanden unter der Leitung der Sprengschule Dresden auf dem Gebiet der DDR 27 interne betriebliche Weiterbildungszentren. Diese wurden ständig fachlich und organisatorisch von der Sprengschule Dresden betreut. Die Ausbildungsstätte mit ihrem Angebot an fachlicher Kompetenz der Aus- und Weiterbildungsprogramme entwickelte sich rasant weiter und vergrößerte sich. Zusätzlich wurden innerbetrieblich in regelmäßigen Lehrgängen:
- Vorarbeiter (Brigadier),
- Meister,
- Arbeitsschutzobmann

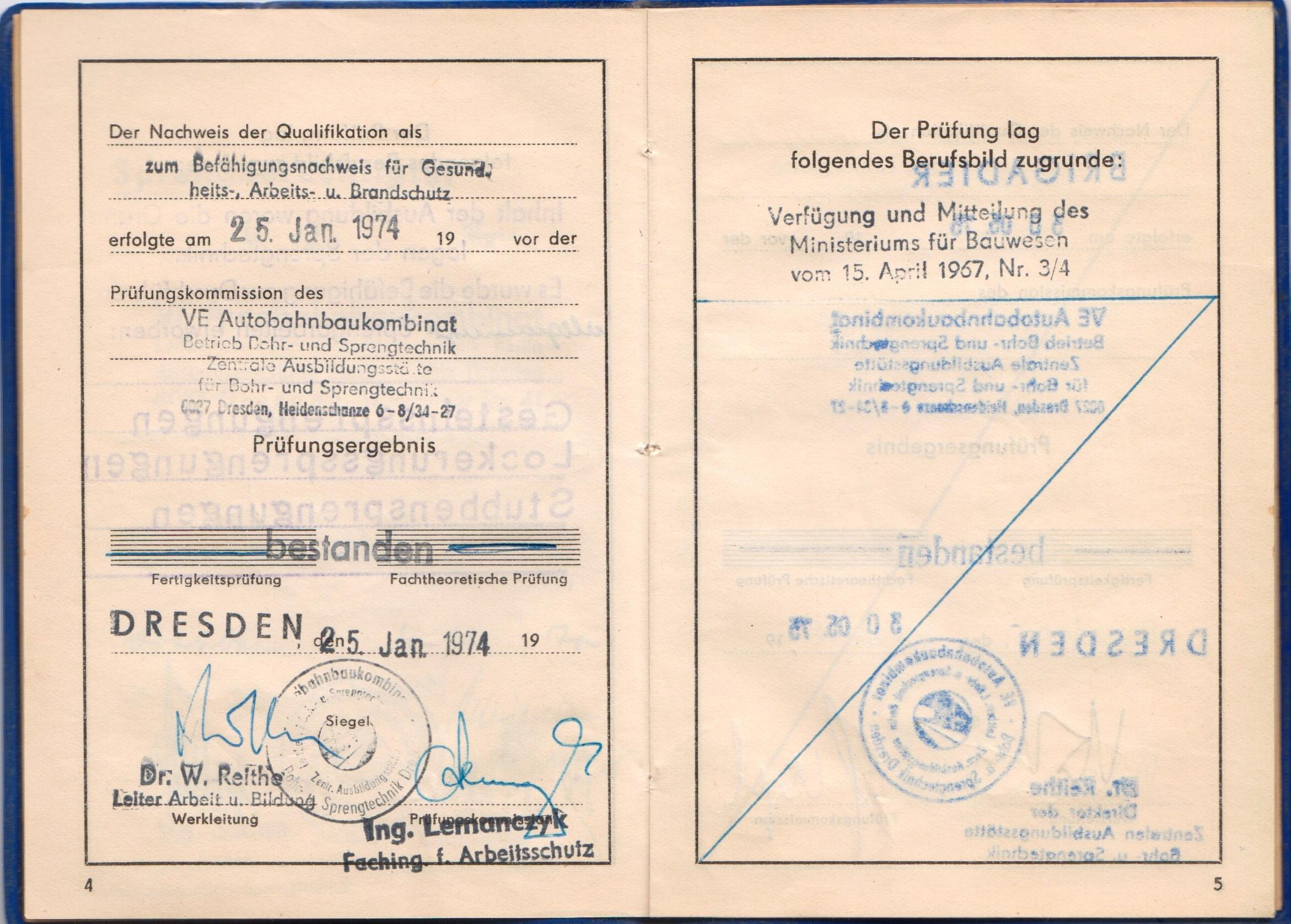
Qualifizierungsnachweis Arbeitsschutz vom 25. Januar 1974

ausgebildet und geschult. Auch wurden die ersten Sprenglehrgänge für Bauwerksprengungen durchgeführt.
Im Jahr 1970 wurden zusätzlich zu den sprengtechnischen Lehrgängen
- Hebezeugführer,
- Baumaschinisten für Bohrgeräte und
- Großbohrgeräteführer

ausgebildet. Zwei Jahre später fanden die ersten Lehrgänge für den nichtsprengtechnischen Abbruch und Gefahrenguttransport statt. Des Weiteren wurden Lehrlinge in den Fachrichtungen
- Baufacharbeiter,
- Betonfacharbeiter,
- Zimmerer,
- Maurer,
- Baumaschinist und
- Baumaschinenführer

ausgebildet.

## Entwicklung ab 1971

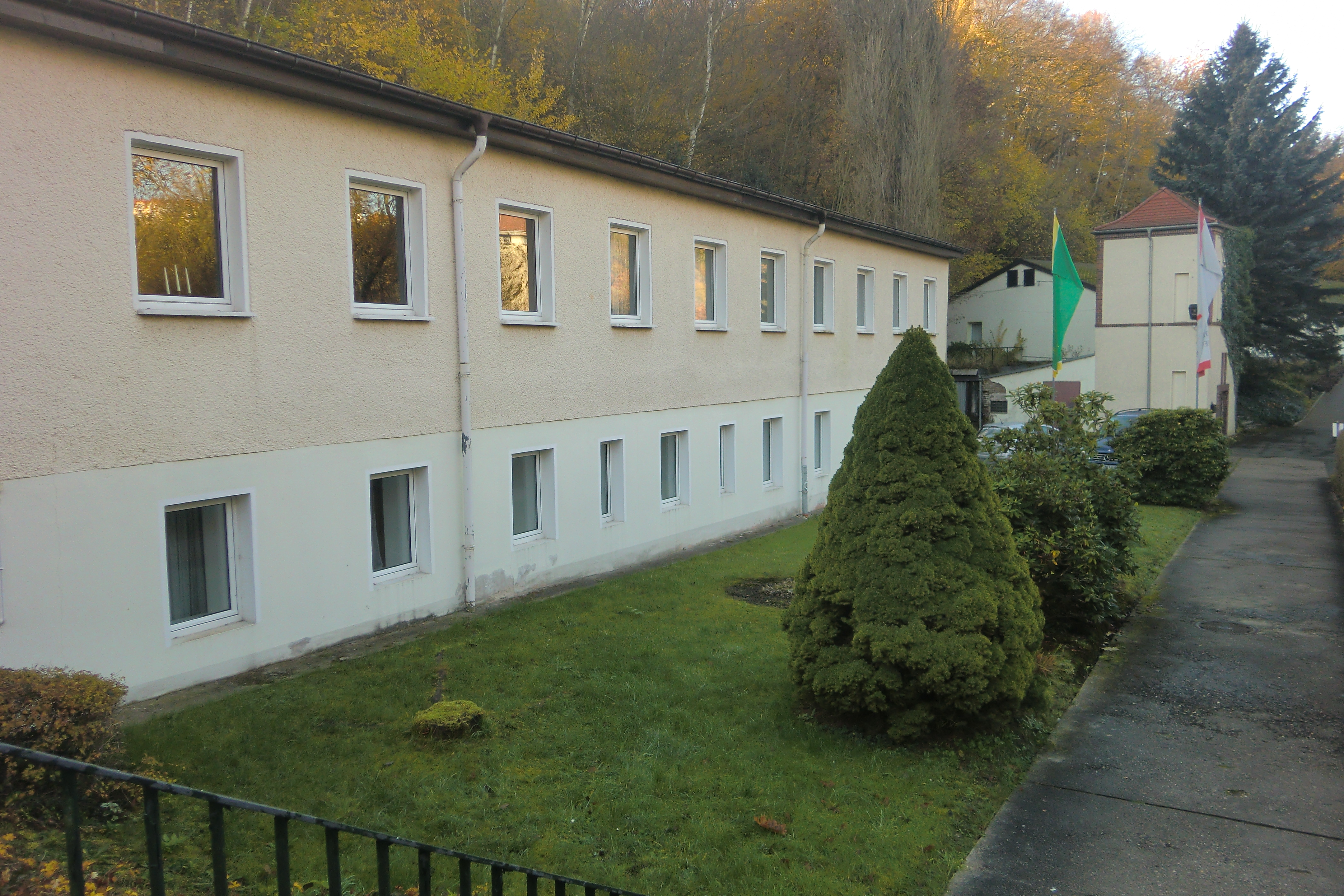
Zustand des Hotel Heidenschanze 2014 mit Blick auf die Sprengschule

In der Zeit von 1971 bis 1972 erfolgte der Umzug der Sprengschule Dresden in das heutige Objekt Heidenschanze. Mühevoll wurden durch die Eigeninitiative und in Feierabendarbeit die ehemaligen Wismutbaracken, später Lagerstätte für das HO-Warenhaus Dresden, umgebaut. In der Folgezeit wurde ein weiteres Gebäude saniert und umgebaut. Somit konnten die Lehrgangsteilnehmer untergebracht und verpflegt werden, das heutige Hotel Heidenschanze. Im Jahr 1990 bis 1992 erfolgte eine Modernisierung der Gebäude. Weiterhin entstand ein Übungsplatz für die praktische Ausbildung, somit verfügt die Sprengschule über ein eigenes Übungsgelände in einem ehemaligen Steinbruch unterhalb der Heidenschanze im Süden Dresdens.
Die Bildungseinrichtung wurde zur Zentralen Ausbildungsstätte für Bohr- und Sprengtechnik Dresden (ZABS) und ab 1982 zur Leitbildungseinrichtung für Bohr- und Sprengtechnik ernannt.
Im Jahr 1975 wurde die Umsetzung des Weiterbildungssystems zur vierjährigen sprengtechnischen Wiederholungsprüfungen in der Einrichtung der Weiterbildungszentren absolviert. Ein zusätzliches Weiterbildungszentrum entstand in der Silberhütte Freiberg.
Im Juni 1988 wurden im Auftrag des Eidgenössischen Departement für Wirtschaft, Bildung und Forschung WBF für Schweizer Sprengberechtigte, mehrtägige Lehrgänge für Warmsprengungen, Sprengungen in heißen Massen und im Oktober 1988 für Kammersprengungen in der Sprengschule realisiert. International entwickelte sich eine Zusammenarbeit in der Forschung und Anwendung von sprengtechnischen Mitteln. Als wichtiger und anerkannter Partner für Wirtschaft und Industrie wirkte die Ausbildungsstätte bei der Erarbeitung von Fachliteratur, Fach- und Lehrbüchern und Lehrbriefen mit. Ebenso in der wissenschaftlichen Sektion Sprengwesen der Kammer der Technik (KdT) und in Fachausschüssen für Aus- und Weiterbildung, Warmsprengungen und Sprengerschütterungen.

## Entwicklung ab 1990
Im Jahr 1989 erfolgte eine Umstrukturierung nach den neuen bundesdeutschen Bestimmungen. Damit konnte der Fortbestand der Sprengschule Dresden als eine Niederlassung der Verkehrsbau Union Berlin GmbH gesichert werden. Im Jahr 1991 erhielt die Ausbildungsstätte die Staatliche Anerkennung für die Durchführung von Ausbildungs- und Weiterbildungslehrgängen nach dem Sprengstoffrecht für die Bereiche Sprengtechnik und Pyrotechnik. Die fachliche Leitung der Lehrgänge übernahmen Bärbel Gütig und Hilmar Schmidt. Seit dem Jahr 1990 ist die Sprengschule Dresden Mitglied im Deutschen Sprengverband.
Zu Beginn der neunziger Jahre wurde eine gewaltige Umschulungsmaßnahme durchgeführt, um die Sprengberechtigten der ehemaligen DDR mit den neuen geltenden Bestimmungen und Vorschriften vertraut zu machen.
Die Bildungseinrichtung als Niederlassung des Verkehrsbau Berlin wurde im Jahr 1992 in die eigenständige Sprengschule Dresden GmbH umgewandelt. Die Geschäftsleitung oblag Wilfried Reithe und Jürgen Lippok. Das Unternehmen setzte in zusätzlichen Lehrgängen verstärkt auf die Bereiche Abbruch und Umgang mit Gefahrenstoffen sowie im Jahr 1992 als neuen Ausbildungszweig die Kampfmittelbeseitigung. In Sonderlehrgängen unter der Leitung von Günter Fricke wurde im Jahr 1993 fachtechnisches Aussichtspersonal zur Beseitigung von Munition aller Art des ehemaligen Warschauer Paktes geschult. Die Lehrgangsteilnehmer unter anderen aus Litauen, Estland, Lettland und dem ehemaligen Jugoslawien wurden im Auftrag des Bundesministeriums für Umwelt, Naturschutz und Reaktorsicherheit ausgebildet. Zeitgleich entstanden vor Ort in den Ländern Ausbildungszentren mit Unterstützung der Sprengschule.
Im Jahr 1993 erhielt die Ausbildungsstätte die Staatliche Anerkennung für die Durchführung von Ausbildungs- und Weiterbildungslehrgängen zur Kampfmittelbeseitigung. Dies trug nicht zuletzt zur weiteren internationalen Anerkennung dieser Ausbildungsstätte bei.
Der Ausbildungsbereich Pyrotechnik wurde 1994 unter fachlicher Leitung von Jörg Rennert mit Grund- und Sonderlehrgängen für die Bereiche Umgang mit pyrotechnischen Sicherheitsrückhaltesystemen für Fahrzeuge und der Umgang mit explosionsgefährlichen Stoffen im Rahmen von Film- und Fernsehproduktionen erweitert. Weiterhin entstanden Mitarbeiten bei Forschungsvorhaben in Zusammenarbeit mit Kooperationspartnern aus Wirtschaft und Industrie.
In den Jahren 1996 bis 1997 erfolgte die Mitarbeit von Angehörigen der Sprengschule Dresden im Aufgabengebiet der Humanitären Minenräumung unter anderen in Angola, Laos, Mosambik und Bosnien. Auch dort wurden Ausbildungszentren aufgebaut.
Mit einer erneuten Umstrukturierung wurde 1998 die Dresdner Sprengschule GmbH mit den verantwortlichen Geschäftsführern Günter Fricke und Jörg Rennert gegründet. Ein Munitionskabinett und der weitere Ausbau des Übungsgeländes erfolgte für die Ausbildung von Bohrlochsondierungen und Marinemunitionsberäumung.
Es erfolgte eine kontinuierliche Erweiterung der Geschäftsfelder in den Bereichen:
- Sprengtechnik,
- Gefahrguttransport,
- Kampfmittelbeseitigung, Minenräumung,
- Pyrotechnik,
- Umgang mit gefährlichen Gütern,
- Ausbildung von behördlichen Mitarbeiter bzw. Institutionen,
- Abbruch,
- Bautechnik,
- Ingenieurtechnische Schulung und Beratung.

Um den weiteren hohen Ansprüchen der Wissenschaft und Technik gerecht werden zu können, entstanden themenbezogene Fachlehrgänge und Seminare:
- Einsatz von modernen elektronischen und nicht elektronischen Zündsystemen,
- Vermessung mit Nutzung modernster GPS-Technik,
- computergestützte Sondierung,
- Organisierung und Durchführung von Minenräummaßnahmen.

## Entwicklung ab 2000
Im Jahr 2001 wurde die Erarbeitung einer Munitionsdatenbank in gemeinsamer Arbeit mit der Firma SENNYS sowie ein computergestütztes Lademengenberechnung- und Datenerfassungssystem für die Durchführung von Großbohrlochsprengungen entwickelt. Die Munitionsdatenbank wurde im Jahr 2011 in der Version 8.0 erweitert und umfasst über 3.500 Datensätze und ist in deutscher und englischer Sprache verfügbar. Nunmehr sind die Daten über Munitions- und Zünderdatenblätter über das Internet abrufbar. Im Jahr 2005 begann die Ausbildung für Bohrgeräteführer zur Herstellung und zur Anlage von Gewinnungssprengen. Ebenfalls werden heute spezielle Lehrgänge im Bereich der Gepäck- und Personenkontrolle angeboten. Darüber hinaus wurde ein spezieller Grundlehrgang über den Umgang mit Explosivstoffen im Rahmen der Ausbildung von Diensthunden entwickelt. Die jährlich stattfindenden Fortbildungsseminare für Gefahrengutreferenten der IHK-Bezirke Leipzig, Chemnitz und Dresden wurden ebenfalls mehrfach in der Sprengschule durchgeführt. Die Zertifizierung durch das Amt für Akkreditierungs- und Zulassungsverordnung Arbeitsförderung (AZWV) erfolgte im Oktober 2008.
Die Dresdner Sprengschule führte im Dezember 2014 die 11. Fachtagung Kampfmittelbeseitigung unter Schirmherrschaft des Sächsischen Staatsministers des Innern, Markus Ulbig, durch. Dazu kommt die Mitarbeit an EU-Projekten und in weiteren europäischen Gremien und Verbänden, ESSEM, EUExcert, EUExNET und EFEE.
Jörg Rennert wurde im Jahr 2010 zum Vizepräsidenten der European Federation of Explosives Engineer ernannt und war Präsident EFEE zwischen 2012 und 2014. Im Jahr 2011 feierte die Dresdner Sprengschule ihr fünfzigjähriges Bestehen und konnte auf über 42.500 Lehrabschlüsse zurückblicken:
| Jahr      | Teilnehmer/Bereich                                  |
| --------- | --------------------------------------------------- |
| seit 1961 | 14.143 Teilnehmer Bereich Sprengtechnik             |
| seit 1961 | 10.750 Teilnehmer Bereich Bau- und Maschinentechnik |
| seit 1975 | 11.162 Teilnehmer Bereich Pyrotechnik               |
| seit 1990 | 02.587 Teilnehmer Bereich Gefahrenguttransport      |
| seit 1992 | 04.711 Teilnehmer Bereich Kampfmittelbeseitigung    |

Mit folgenden Verbänden und Instituten ist die Sprengschule unter anderen in fester Verbindung:
- Bund Deutscher Feuerwerker und Wehrtechniker e.V.,
- Deutscher Sprengverband,
- Europäischer Sprengverband,
- Deutscher Abbruchverband,
- Güteschutzgemeinschaft Kampfmittelräumung.

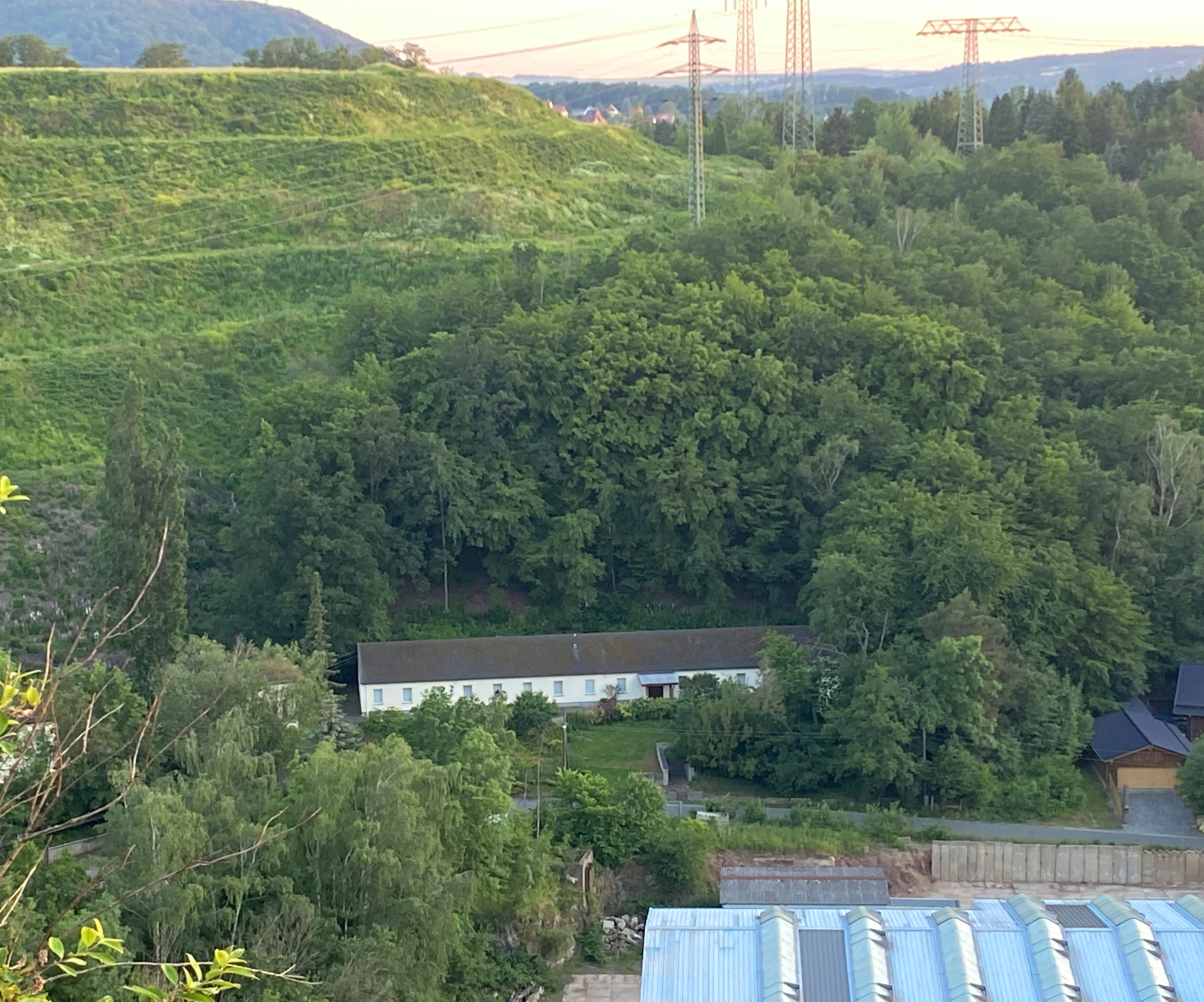
Das Gebäude der Sprengschule mit dahinter liegender Collmberghalde gesehen von der Heidenschanze aus
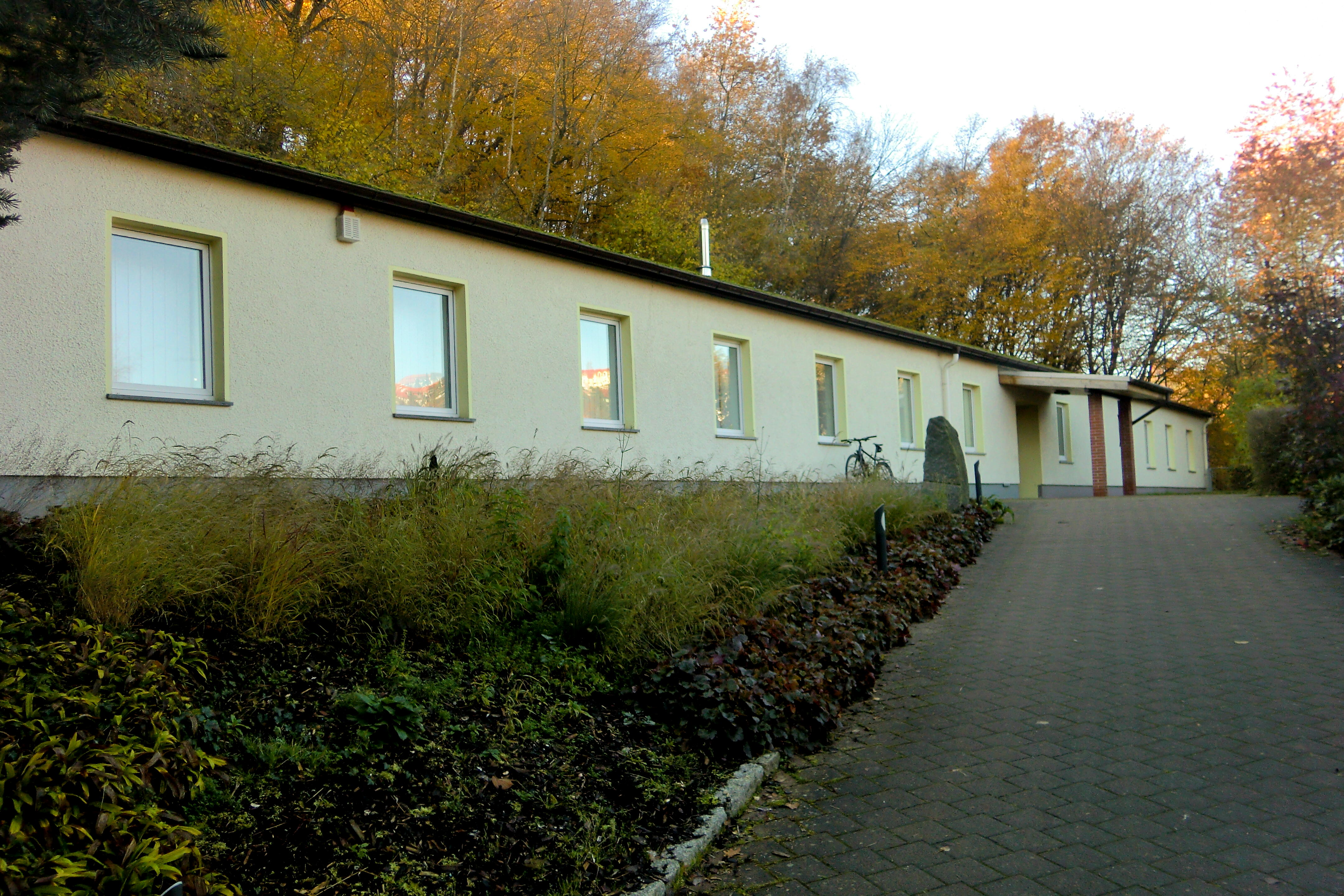
Vorderansicht
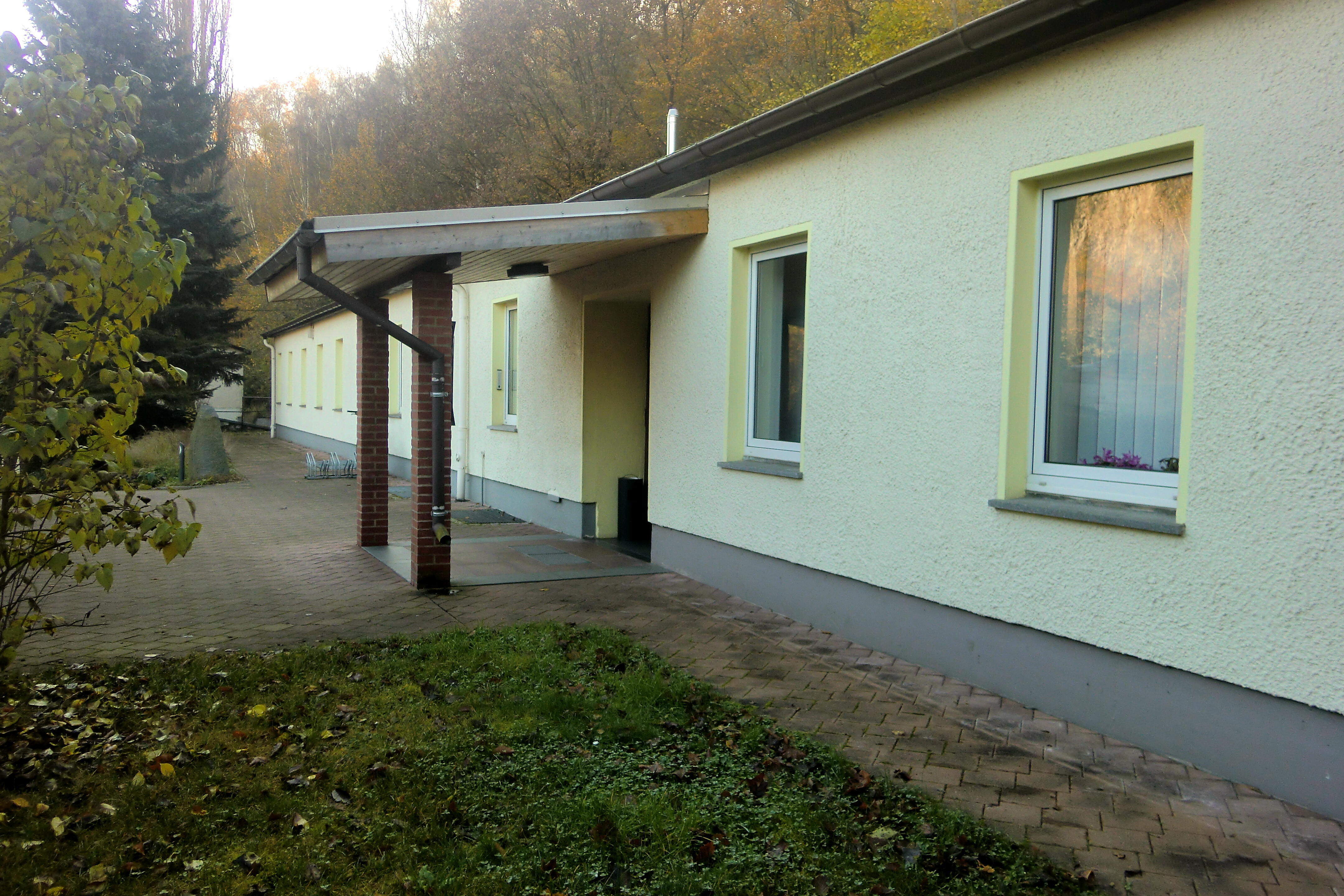
Eingang
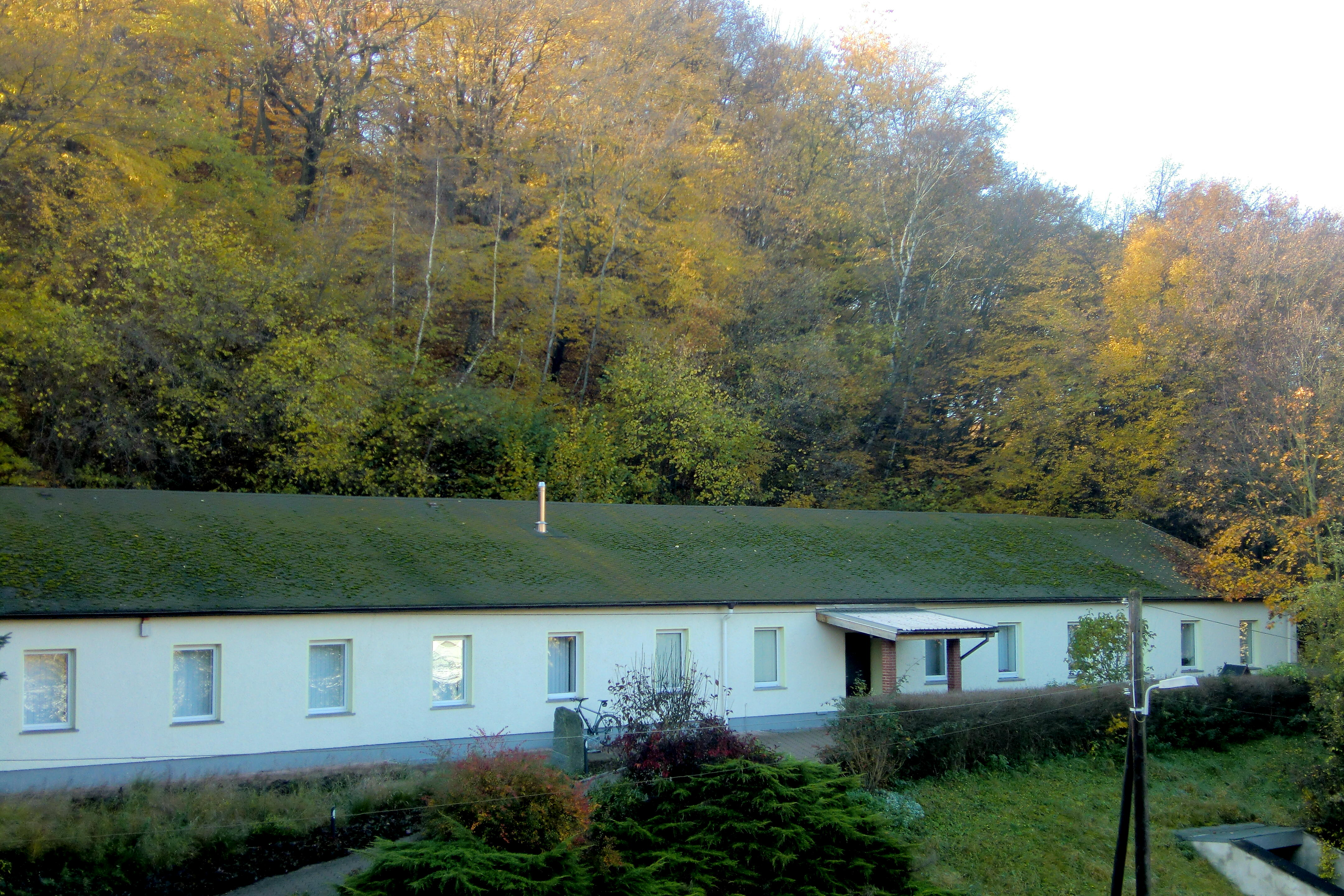
Ansicht
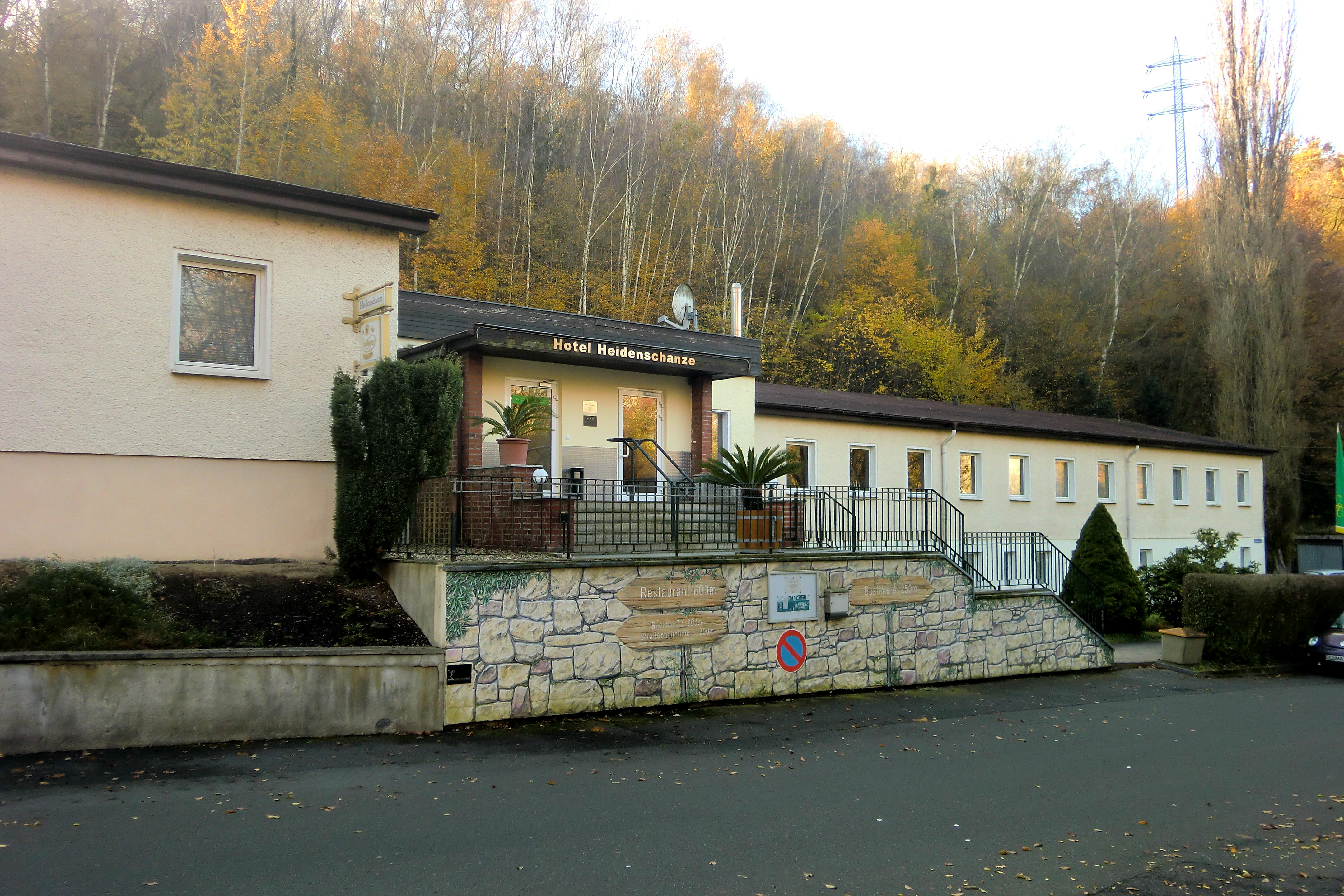
Ansicht Sprengschule und Hotel
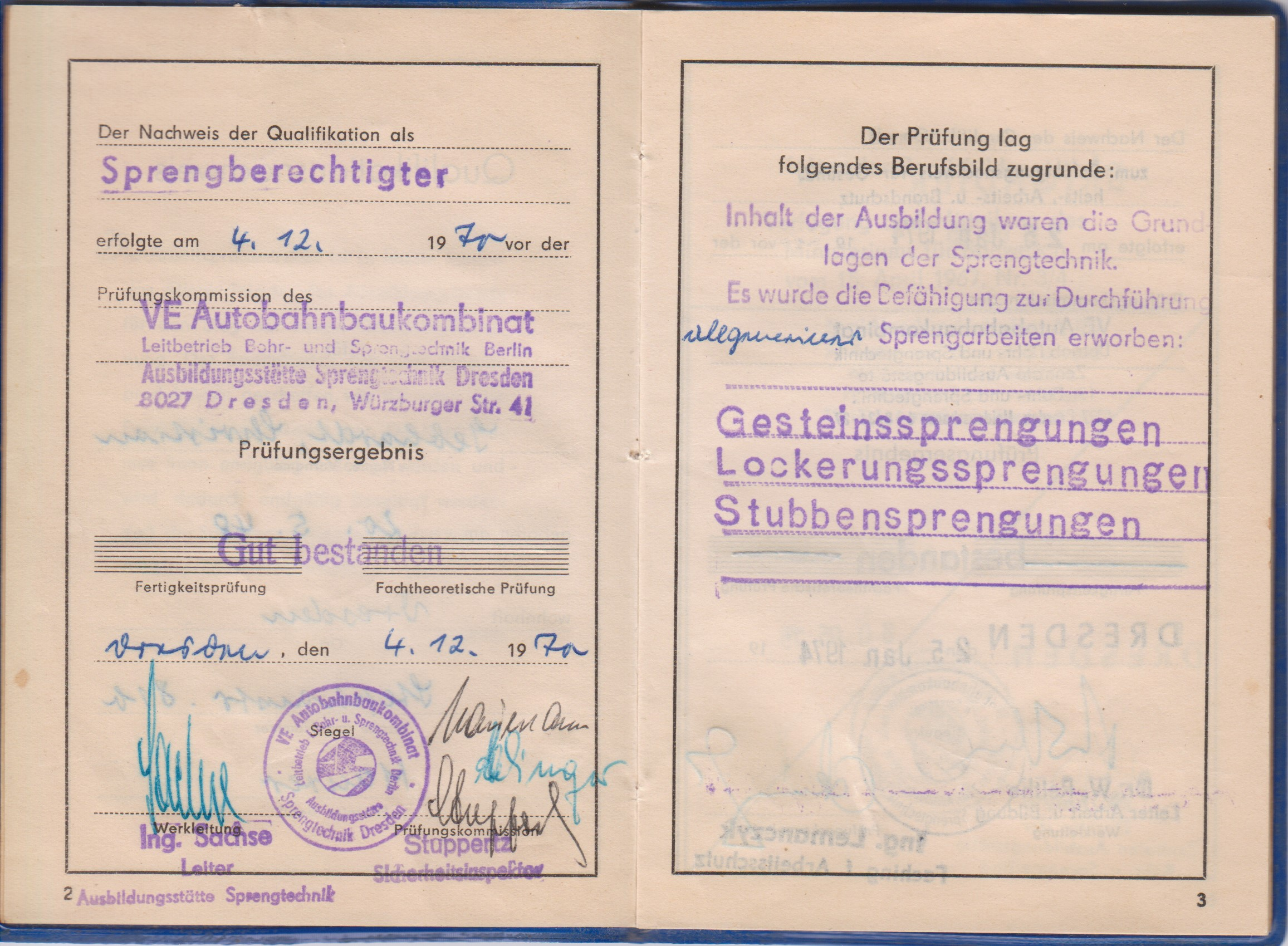
Qualifizierungsnachweis: Sprengberechtigter vom 4. Dezember 1970